# 科特納里

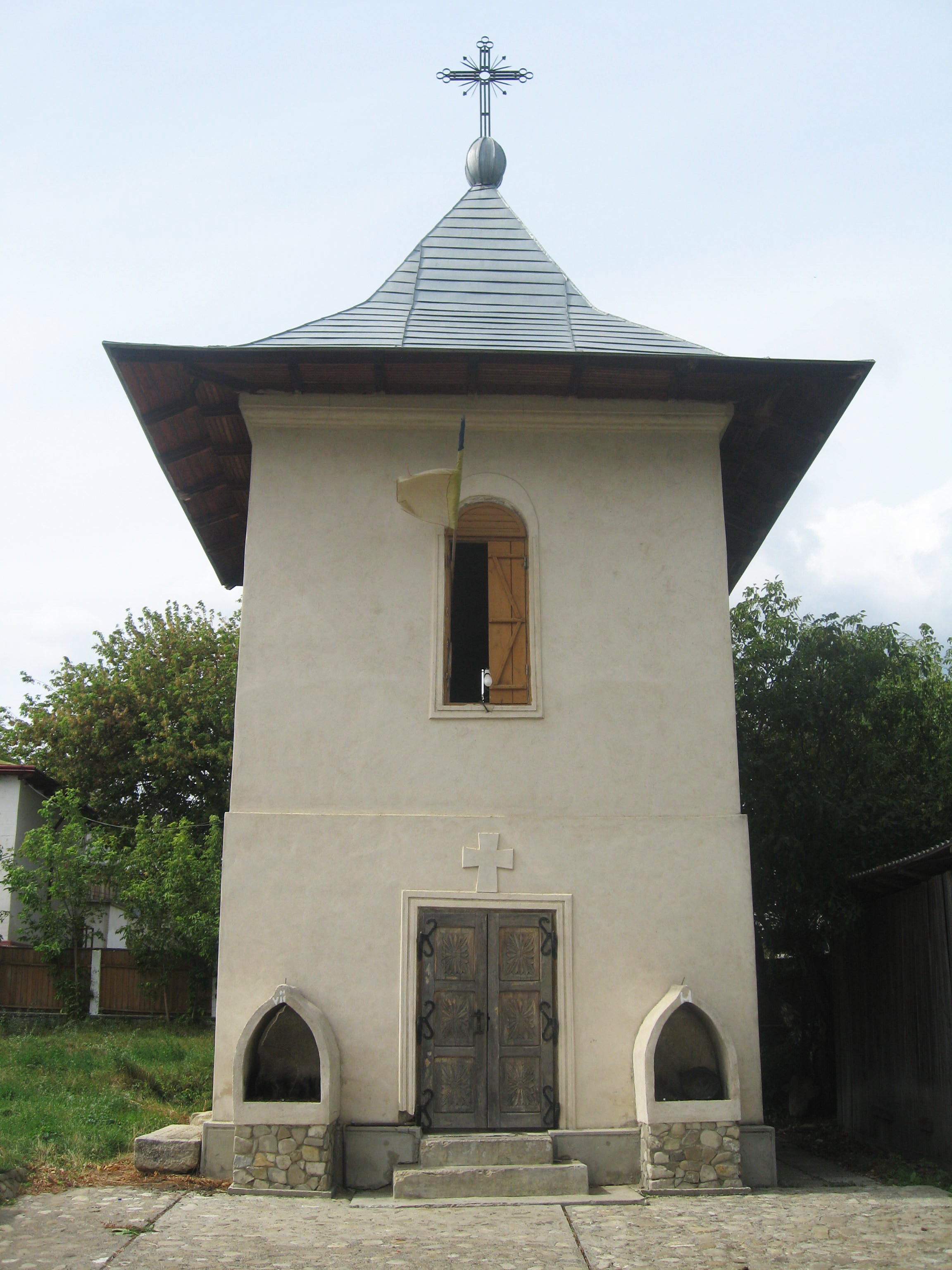
科特納里

科特納里（羅馬尼亞語：Cotnari）是位於羅馬尼亞東北部雅西縣的一個鄉，屬於摩爾達維亞地區，面積103平方公里，海拔高度145米，2007年人口7,874，人口密度每平方公里76人。科特納里是羅馬尼亞最主要的一個葡萄產區，也是一個旅遊景點。科特納里由11個村莊組成。在西元前6世紀至5世紀時，這裡就已經有人居住。科特納里種植葡萄的歷史可以追溯至1448年。